# Tramwaje w Malmö

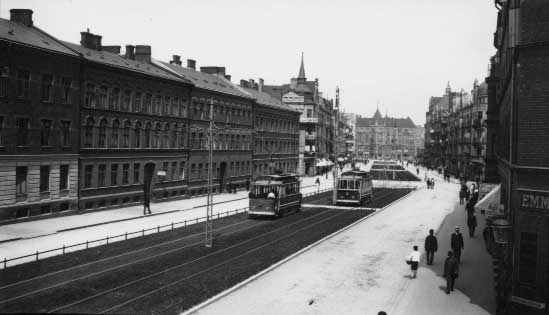
Tramwaje w Malmö w 1913

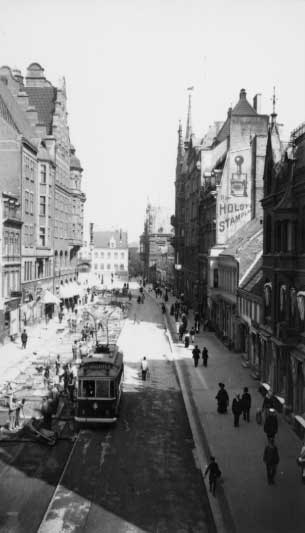
Tramwaje na Södergatan w 1913

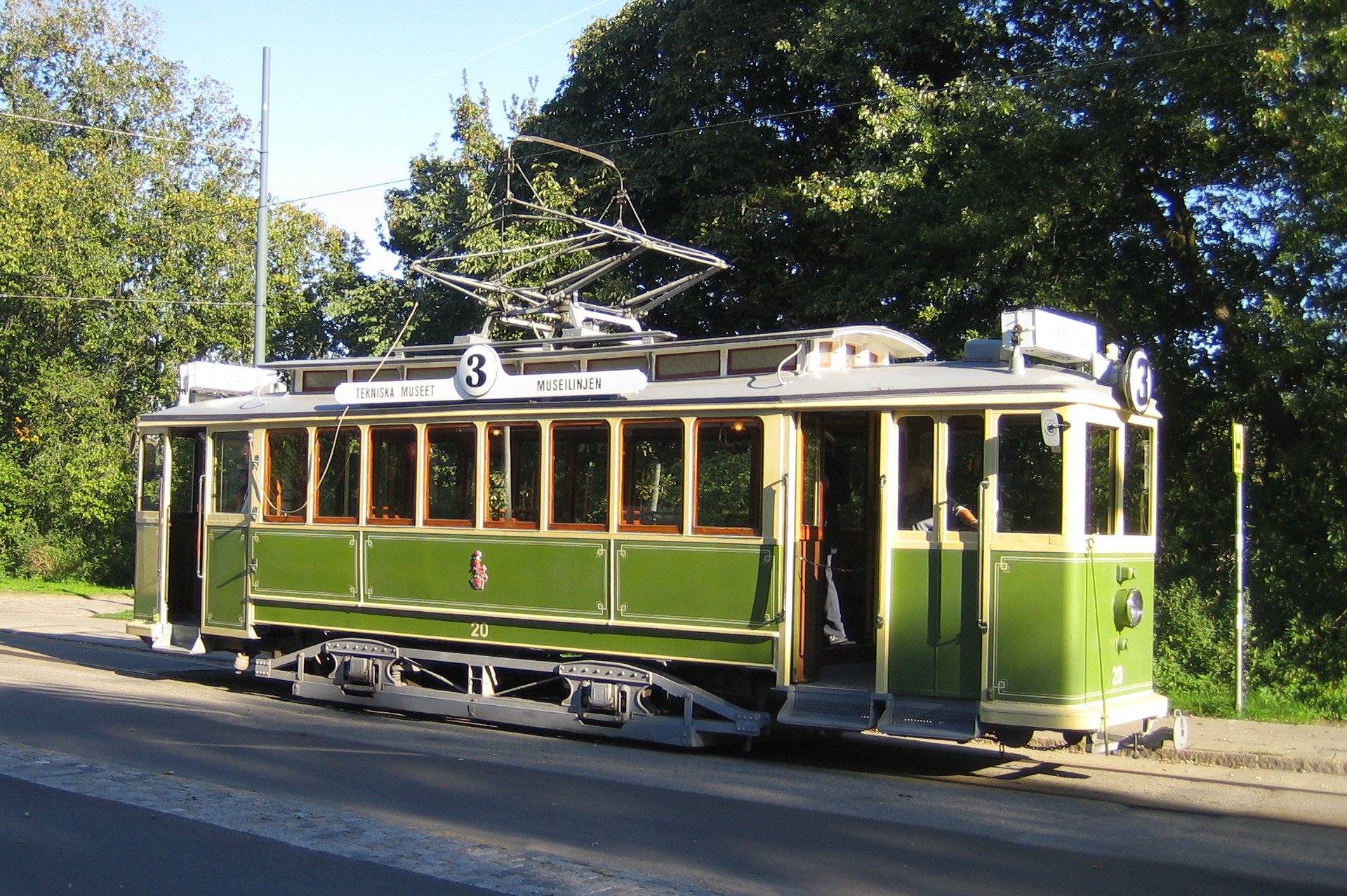
Wagon nr 20 na linii muzealnej

Tramwaje w Malmö − system komunikacji tramwajowej działający w latach 1887–1973 w szwedzkim mieście Malmö.

## Historia

### Tramwaje konne[1]
Pierwszą linię – czerwoną otwarto 27 sierpnia 1887 na trasie Södervärn − Hamnen (Varmbadhuset). W 1890 linię czerwoną skierowano do nowej końcówki Östervärn (Varnhem) oraz uruchomiono drugą linię – niebieską na trasie Stortorget−Hamnen. W 1894 linię czerwoną wydłużono do dworca kolejowego w Östervärns. W 1897 wybudowano linię do Strandpaviljongen. Trasy tramwajowe w 1900:
- czerwona: Östervärn − Södervärn
- niebieska: Hamnen − Stortorget

W 1901 zlikwidowano odcinek Varmbadhuset−Strandpaviljongen. 1 lutego 1905 linia niebieska została wydłużona ze Stortorget do Södervärn. Dwa lata później 2 lutego obie linie zostały zlikwidowane.

### Tramwaje elektryczne[2]
20 grudnia 1906 otwarto pierwszą linię tramwaju elektrycznego. W lutym 1907 zelektryfikowano linie tramwaju konnego. 4 sierpnia 1907 wybudowano linię do Fridhem. 17 września oddano do eksploatacji kilka nowych linii:
- do Lundavägen
- do Ystadvägen
- do Möllevången

W 1912 wybudowano linię do Ribersborg, którą eksploatowano tylko latem. 22 maja 1914 otwarto linię do Limhamn. W 1915 otwarto trzy nowe trasy:
- 18 lipca do Idrottsgatan
- 28 lipca do Stranden oraz do Sibbarp
- 28 sierpnia do Sofielund

8 lipca 1918 otwarto linię do Frihamnen. 1 listopada 1924 otwarto linię do Hohög. 1 czerwca 1929 otwarto linię do Kontinentalbanan, a 15 września 1930 do Dalhemsgatan. Układ linii w 1936:
- 1: Lundavägen − Rosengårdsstaden
- 2: Hamnen − Ystadvägen
- 3: Ö Infartsbron − Värnhem (linia okólna)
- 4: Gustav Adolfs torg − Ribersborg/Sibbarp
- 6: Värnhem − Hohög
- 7: Frihamnen − Ö Infartsbron

28 maja 1936 zlikwidowano linię nr 2. 8 września 1937 wydłużono linię z Sofielund do Rosengårdsstaden. 4 grudnia 1937 linię nr 6 skierowano do nowej końcówki Ö Kyrkogården. 7 września 1939 uruchomiono ponownie linię nr 2 na trasie Ystadvägen − Bergsgatan − Centralstationen. 26 października 1940 ponownie zlikwidowano linię nr 2. W 1949 zlikwidowano dwie linie:
- 20 lutego nr 7
- 18 maja nr 6

W 1953 zlikwidowano linię do Ribersborg. 2 maja 1957 zlikwidowano linię nr 1, na odcinku Lundavägen − Gustav Adolfs torg. 15 listopada 1964 zlikwidowano linię nr 3. Ostatecznie linię tramwajową nr 1 zlikwidowano 3 września 1967. 27 kwietnia 1973 zlikwidowano ostatnią linię nr 4.

### Linia muzealna[2]
Linię muzealną otwarto 15 sierpnia 1987. 17 sierpnia 1987 linię wydłużono do Stadsbiblioteket. Linia tramwajowa jest o długości 2 km. Linia zaczyna się na przystanku Bastionen, a kończy się na przystanku Stadsbiblioteket. Na linii jest 6 przystanków pośrednich.

## Tabor
Do obsługi linii tramwajów konnych posiadano 25 wagonów:
- nr 1−9, wyprodukowane przez Kockums w 1887
- nr 10−14, wyprodukowane przez Kockums w 1890
- nr 15 i 16, wyprodukowane przez Köpenhamn w 1896
- nr 17−25, wyprodukowane przez Ludvig Rössels, Arlöv w 1899.

Wagony silnikowe eksploatowane po 1906:
| Typ | Rok produkcji     | Liczba/numery | Producent           | Uwagi                                         |
| --- | ----------------- | ------------- | ------------------- | --------------------------------------------- |
| A   | 1906−1908         | 47/1 − 47     | ASEA                |                                               |
| B   | 1914, 1916 − 1918 | 10/48 − 58    | ASEA, MSS           | wagony o nr 48 − 50 wyprodukowała ASEA w 1914 |
| C   | 1920              | 9/59 − 68     | Arlöv               | od 1930 typ C2                                |
| D   | 1921              | ?             | MSS                 |                                               |
| E   | 1925 − 1927       | ?             | MSS                 |                                               |
| F   | 1928 − 1931       | ?             | MSS                 |                                               |
| F2  | 1945−1946         | ?             | Hägglunds MSS/Arlöv |                                               |
| G   | 1946              | 12/70 − 81    | GM                  |                                               |
| F   | 1948 − 1952       | 19/40 − 59    | MSS/SKV             | wagony przebudowane z E, F, E2                |

Wagony doczepne:
| Typ  | Rok produkcji | Liczba/numery | Producent     | Uwagi                         |
| ---- | ------------- | ------------- | ------------- | ----------------------------- |
| T-1  | 1908          | 9/111 − 120   | ASEA          |                               |
| T-2  | 1914          | 24/121 − 145  | ASEA          |                               |
| T-3  | 1935          | 3/146 − 149   | MSS           | przebudowane wagony T-1 i T-2 |
| T-4  | 1946 − 1950   | 9/150 − 158   | MSS           | przebudowane z C2             |
| T-5  | 1948          | 1/160         | MSS           | przebudowany z F              |
| T-6  | 1952 − 1954   | 10/170 − 179  | MSS           | przebudowane z D i E          |
| T-7  | 1955−1956     | 10/180 − 189  | Hägglunds MSS |                               |
| T-10 | 1959          | 9/190 − 198   | Eksjö         |                               |